# Concórdia do Pará
Concórdia do Pará este un oraș în Pará (PA), Brazilia.